# Bathornis
Bathornis — викопний рід нелітаючих каріамоподібних птахів вимерлої родини Bathornithidae, що існував в Північній Америці з пізнього еоцена по ранній міоцен (37 — 20 млн років тому).

## Опис
Це був нелітаючий хижий птах. Заввишки 0,75-2 м (залежно від виду). Пристосований до життя у степах. За способом життя схожий на своїх південноамериканських родичів — фороракосів. Був актисним хижаком, що полював на дрібних ссавців, плазунів і птахів.